# مزرعه حسنوند
مزرعه‌حسنوند، روستایی از توابع بخش مرکزی شهرستان اندیمشک در استان خوزستان ایران است.

## جمعیت
این روستا در دهستان حومه قرار دارد و براساس سرشماری مرکز آمار ایران در سال ۱۳۸۵، جمعیت آن زیر سه خانوار بوده‌است.